# Robert Flores
Robert Mario Flores Bistolfi (Montevideo, 13 maggio 1986) è un calciatore uruguaiano, centrocampista dell'IA Río Negro.

## Biografia
Ha un fratello maggiore, Darío, anch'egli calciatore.

## Palmarès

### Club

#### Competizioni nazionali
- Campionato argentino: 1

River Plate: Clausura 2008
- Campionato uruguaiano: 1

Nacional: 2010-2011

### Competizioni regionali
- Copa do Nordeste: 1

Sport Recife: 2014

### Competizioni statali
- Campionato Pernambucano: 1

Sport Recife: 2014